# Michael der Syrer
Michael der Syrer, Michael Syrus oder Michael der Große (* 1126 in Melitene, heute Battalgazi; † 7. November 1199) war ein Patriarch der Syrisch-Orthodoxen Kirche.
In den schwierigen Zeiten der Kreuzzüge gelang es ihm, seine Kirche organisatorisch weiter zusammenzuhalten. Als Untertan muslimischer Herrscher schlug er wiederholt Einladungen des byzantinischen Kaisers Manuel I. Komnenos aus; wahrscheinlich war er auch aus dogmatischen Gründen nicht an einer Annäherung an die byzantinische Reichskirche interessiert. Michael stand aber im Dialog mit muslimischen Gelehrten und unterhielt gute Beziehungen zur armenischen Kirche.
Michael schrieb Bücher zur Liturgie und Dogmatik, das bedeutendste Werk ist jedoch seine Weltchronik.

## Weltchronik
Die Weltchronik reicht bis in das Jahr 1194/95 und war in drei Rubriken unterteilt: kirchengeschichtliche und profangeschichtliche Mitteilungen sowie sonstige Nachrichten. Dabei stützte sich Michael auch auf heute ganz bzw. weitgehend verlorene Quellen, darunter die Chronik des Theophilos von Edessa. Die Weltchronik enthält eine Version des Testimonium Flavianum, die dem Original möglicherweise näher kommt als die Standardversion oder die Version des Agapios von Hierapolis. Die nach chronologischen Gesichtspunkten geordnete Schilderung sollte auch auf das sinnvolle Wirken Gottes hinweisen: Gott stehe den Gläubigen bei, doch dort, wo Sünden begangen werden, komme es zu Unglück und Katastrophen. Das Werk, das auch in arabischen Übersetzungen erhalten geblieben ist, gehört zu den umfangreichsten Chroniken der damaligen Zeit. Sie wurde erst im 18. Jahrhundert in Europa bekannt, und Mitte des 19. Jahrhunderts lagen französische Übersetzungen armenischer Manuskripte vor (Édouard Dulaurier bzw. Victor Langlois). Die erste Übersetzung aus dem Syrischen ins Französische erfolgte in den Jahren 1899 bis 1910 durch Jean-Baptiste Chabot.
Michaels Weltchronik ist neben historischen und sozio-ökonomischen Berichten reich an astronomischen, meteorologischen und anderen naturkundlichen Schilderungen. So wird beispielsweise für die Jahre 537 und 538 mysteriös behauptet, dass es ein „Zeichen in der Sonne“ gegeben habe, dass sie für 18 Monate kaum mehr schien und keine Früchte mehr reiften und der Wein sauer schmeckte. Untersuchungen der Dendrochronologie belegen tatsächlich eine Wetteranomalie.

## Ausgaben
- Chronique de Michel le Syrien, Patriarche jacobite d’Antioche (1166–1199). Herausgegeben und übersetzt von Jean-Baptiste Chabot. 4 Bände. Ernest Leroux, Paris 1899, 1901, 1905, 1910.